# Sudamericano de Rugby B 2011
El Sudamericano de Rugby B del 2011 se celebró en Lima, Perú con las selecciones de nivel B afiliadas a la Confederación Sudamericana de Rugby (CONSUR), los mismos integrantes de la edición anterior. La Federación Peruana de Rugby organizó el torneo junto a la edición juvenil B y los partidos se disputaron en el Centro Cultural Deportivo Lima. El campeón tendría el derecho a jugar un repechaje frente a Paraguay (último en el Sudamericano A 2011) por un lugar en el torneo nivel A del 2012 aunque, posteriormente se decidió que en el 2012 tanto Paraguay como la vencedora Venezuela disputen el Sudamericano B debido a un aumento de selecciones participantes que trajo aparejado que Costa Rica participara ese año con Ecuador, El Salvador y Guatemala en el primer Sudamericano C.

## Equipos participantes
- Selección de rugby de Colombia (Los Tucanes)
- Selección de rugby de Costa Rica (Los Ticos)
- Selección de rugby de Perú (Los Tumis)
- Selección de rugby de Venezuela (Las Orquídeas)

## Posiciones[2]
| Pos. | Equipo     | Encuentros | Encuentros | Encuentros | Encuentros | Tantos  | Tantos    | Tantos     | Puntos |
| Pos. | Equipo     | jugados    | ganados    | empatados  | perdidos   | a favor | en contra | diferencia | Puntos |
| ---- | ---------- | ---------- | ---------- | ---------- | ---------- | ------- | --------- | ---------- | ------ |
| 1    | Venezuela  | 3          | 3          | 0          | 0          | 124     | 46        | + 78       | 9      |
| 2    | Perú       | 3          | 2          | 0          | 1          | 91      | 40        | + 51       | 6      |
| 3    | Colombia   | 3          | 1          | 0          | 2          | 56      | 105       | - 49       | 3      |
| 4    | Costa Rica | 3          | 0          | 0          | 3          | 37      | 117       | - 80       | 0      |

Nota: Se otorgan 3 puntos al equipo que gane un partido, 1 al que empate y 0 al que pierda

## Resultados[3][4]

### Primera fecha
| 21 de agosto 13:30 | Perú | 40 - 13 | Costa Rica | cancha del Centro Cultural Deportivo Lima, Lima, Perú |                             |
|                    |      | Reporte |            | Árbitro(s): Gustavo Gerbasi                           | Árbitro(s): Gustavo Gerbasi |

| 21 de agosto 15:30 | Venezuela | 57 - 19 | Colombia | cancha del Centro Cultural Deportivo Lima, Lima, Perú |                             |
|                    |           | Reporte |          | Árbitro(s): Claudio Antonio                           | Árbitro(s): Claudio Antonio |

### Segunda fecha
| 24 de agosto 13:30 | Perú | 36 - 10 | Colombia | cancha del Centro Cultural Deportivo Lima, Lima, Perú |                             |
|                    |      | Reporte |          | Árbitro(s): Claudio Antonio                           | Árbitro(s): Claudio Antonio |

| 24 de agosto 15:00 | Venezuela | 50 - 12 | Costa Rica | cancha del Centro Cultural Deportivo Lima, Lima, Perú |                             |
|                    |           | Reporte |            | Árbitro(s): Gustavo Gerbasi                           | Árbitro(s): Gustavo Gerbasi |

### Tercera fecha
| 27 de agosto 13:30 | Colombia | 27 - 12 | Costa Rica | cancha del Centro Cultural Deportivo Lima, Lima, Perú |                                |
|                    |          | Reporte |            | Árbitro(s): Sebastian Figueroa                        | Árbitro(s): Sebastian Figueroa |

| 27 de agosto 15:00 | Venezuela | 17 - 15 | Perú | cancha del Centro Cultural Deportivo Lima, Lima, Perú |                             |
|                    |           | Reporte |      | Árbitro(s): Claudio Antonio                           | Árbitro(s): Claudio Antonio |

| Bandera de Venezuela |
| Campeón Venezuela    |
| Segundo título       |